# Раменская волость (Волоколамский уезд)
Раменская волость — волость в составе Волоколамского уезда Московской губернии. Образована в 1924 году и существовала до 1929 года. Центром волости было село Раменье.
Раменская волость была образована путём объединения Кульпинской, Марковской и Плосковской волостей Волоколамского уезда.
По данным 1925 года в Раменской волости было 22 сельсовета: Белоколпский, Воскресенский, Даниловский, Дрызловский, Дулеповский, Елизаветинский, Ивашковский, Кельч-Острожский, Корневский, Косиловский, Кульпинский, Марковский, Монасеинский, Мостищевский, Натальинский, Никольский, Ново-Михайловский, Плосковский, Раменский, Старо-Горский, Фроловский и Харитоновский.
В 1926 году Кельч-Острожский с/с был переименован в Острожский, Старо-Горский — в Горский, Никольский — в Ново-Никольский. Из части Кульпинского с/с был образован Агнищевский с/с.
В 1927 году из части Воскресенского с/с был образован Манежский с/с, из части Харитоновского — Урусовский. Острожский с/с был переименован в Кельч-Острожский.
В 1929 году Косиловский с/с был присоединён к Ивашковскому.
По данным 1926 года в деревнях Агнищево, Алферьево, Володино, Старые Горы, Добрино, Дулепово, Кульпино, Мостищево, Михалёво, Ново-Михайловское, Монасеино, Темниково, Урусово, Фроловское Старое; сёлах Белая Колпь, Ивашково, Кельч-Острог, Корневское, Плоское, Раменье имелись школы. В сёлах Белая Колпь и Раменье были библиотеки, в сёлах Корневское и Плоское — избы-читальни. В селе Ивашково располагался диспансер. В селе Раменье — больница, агропункт, ветлечебница.
В ходе реформы административно-территориального деления СССР в 1929 году Раменская волость была упразднена, а её территория вошла в состав Лотошинского и Шаховского районов.